# Sankt Pankrazen (Gemeinde Gratwein-Straßengel)
Sankt Pankrazen ist ein Kirchweiler am Rande der Lavanttaler Alpen in der Gemeinde Gratwein-Straßengel (Steiermark) und war der Hauptort der bis 2014 bestehenden Gemeinde Gschnaidt im Bezirk Graz-Umgebung.

## Geographie
Der Wallfahrtsort ist ein Dorf in 769 m ü. A. Höhe auf einem Bergrücken, um den Häuser und Höfe gruppiert sind. Die Ansiedlung umfasst mit den zerstreuten Häusern Umgebung etwa 40 Gebäude.

### Nachbarorte
| Geistthal (Gem. Geistthal-Södingberg Bez. Voitsberg)   |                                                     | Plesch (Gem. Geistthal-Södingberg Bez. Voitsberg) |
| Eggartsberg (Gem. Geistthal-Södingberg Bez. Voitsberg) | Kompassrose, die auf Nachbargemeinden zeigt         | Stiwollgraben                                     |
|                                                        | Kornberg (Gem. Geistthal-Södingberg Bez. Voitsberg) | Weizberg (Gem. Stiwoll)                           |

## Pfarre Sankt Pankrazen
Die Kirche ist dem christlichen Märtyrer und Heiligen Pankraz geweiht. Die Pfarre Sankt Pankrazen zählt zum Dekanat Rein und bildet mit der Pfarre Stiwoll einen Pfarrverband. Sie ist der Abtei Rein inkorporiert.

## Kirchenanlage
Das gesamte Ensemble der Kirchenanlage – Pfarrkirche, Friedhof mit Treppe und Ummauerung, Annakapelle und Pfarrhof – ist denkmalgeschützt.

### Pfarrkirche Sankt Pankrazen

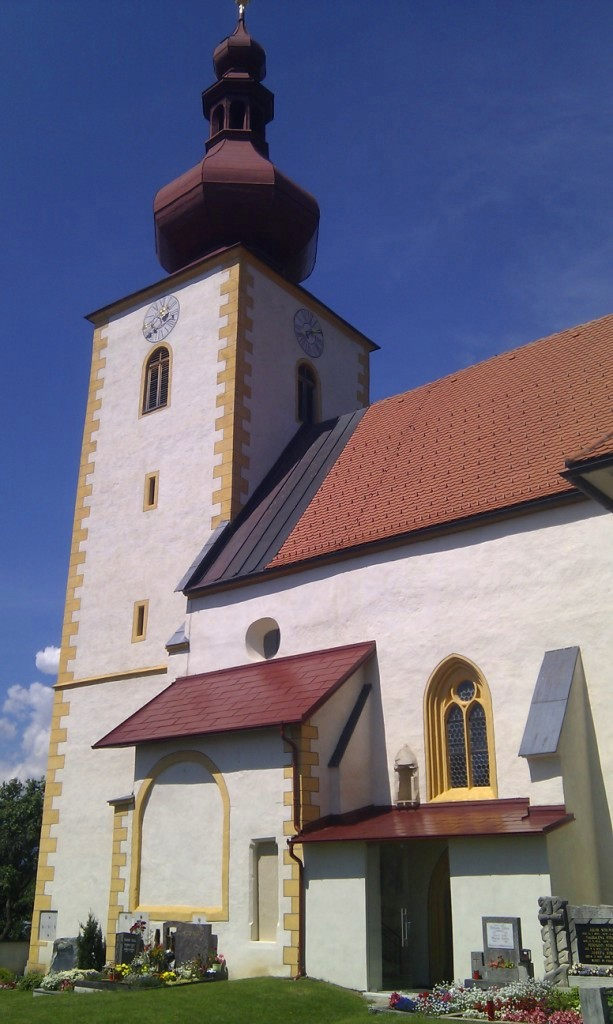
Kirche Sankt Pankrazen

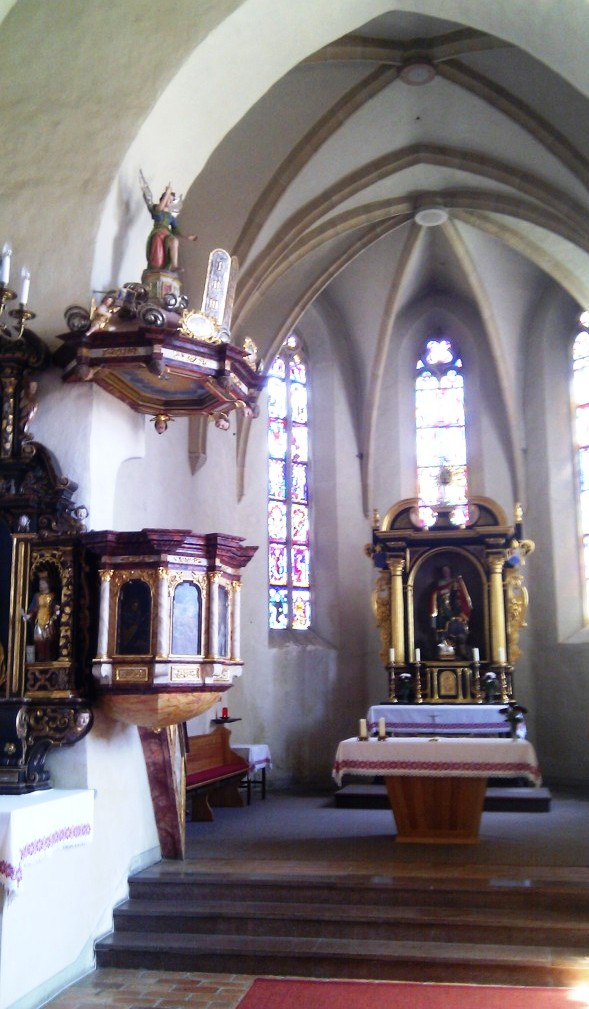
Kircheninnenraum

Die Kirchenanlage wurde 1365 erstmals urkundlich erwähnt. Der Chor entstammt dem 14. oder 15. Jahrhundert, das Kirchenschiff ist dem spätgotischen Baustil zuzurechnen. Seit 1607 ist der Sakralbau dem Stift Rein inkorporiert.
Der einjochige Chor ist kreuzrippengewölbt, das tiefer gelegene Schiff besteht aus drei Jochen mit einem Netzrippengewölbe. Von den Glasfenstern im Chorbereich ist die Gestaltung des mittleren Franz Weiss (1970) und die der beiden seitlichen Fritz Silberbauer (1930) zuzuschreiben. Der Sakralbau hat einen wuchtigen Turm mit Zwiebel und Laterne als Abschluss. Die Sebastianskapelle, südlich des Chors, wurde noch vor der Pest von 1723 errichtet.
Der Hochaltar der Kirche stammt aus 1620 und wurde 1968 vom Stift Rein nach Sankt Pankrazen gebracht. Im Mittelpunkt steht die Statue des heiligen Pankraz aus dem 19. Jahrhundert. Die Seitenaltäre sind aus dem 17. Jahrhundert, der linke mit einer spätgotischen Marienstatue. Die Kanzel ist aus 1718. Neben der barocken Orgel findet man einen gotischen, zwölfseitigen Taufstein, diverse Malereien mit Darstellungen der Heiligen Cäcilia und David. Die Glocken wurden 1471 und 1696 gegossen.

### Friedhof
Um die Pfarrkirche herum befindet sich ein kleiner von einer Wehrmauer umgebener Friedhof. In die Ummauerung sind zwei Tore eingelassen, eines davon mit einer Treppenanlage.

### Annakapelle
Die kleine und hohe in das Mauerwerk integrierte Kapelle Hl. Anna im Friedhof hieß ursprünglich Martinskapelle. Der spätgotische am Giebel mit 1497 datierte Bau ist einjochig und mit einem Netzrippengewölbe versehen und wird durch ein Spitzbogenportal betreten. Der Dachreiter ist mit einem Zwiebeldach bekrönt. Der Altar im Kapelleninneren stammt aus dem dritten Viertel des 17. Jahrhunderts. Die spätgotische Statue der Anna selbdritt wurde um 1520/30 geschaffen.

### Pfarrhof
Außerhalb der Kirchhofmauern steht der ebenfalls denkmalgeschützte Pfarrhof. Der zweigeschoßige Bau mit seinen gewölbten Räumen besitzt im Erdgeschoß Stuckdecken.

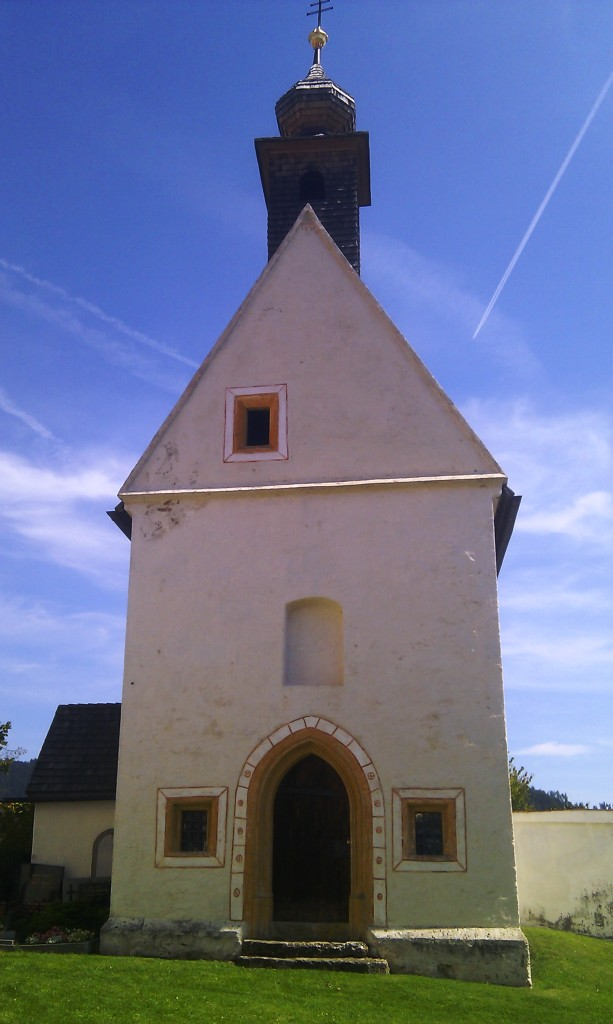
Annakapelle
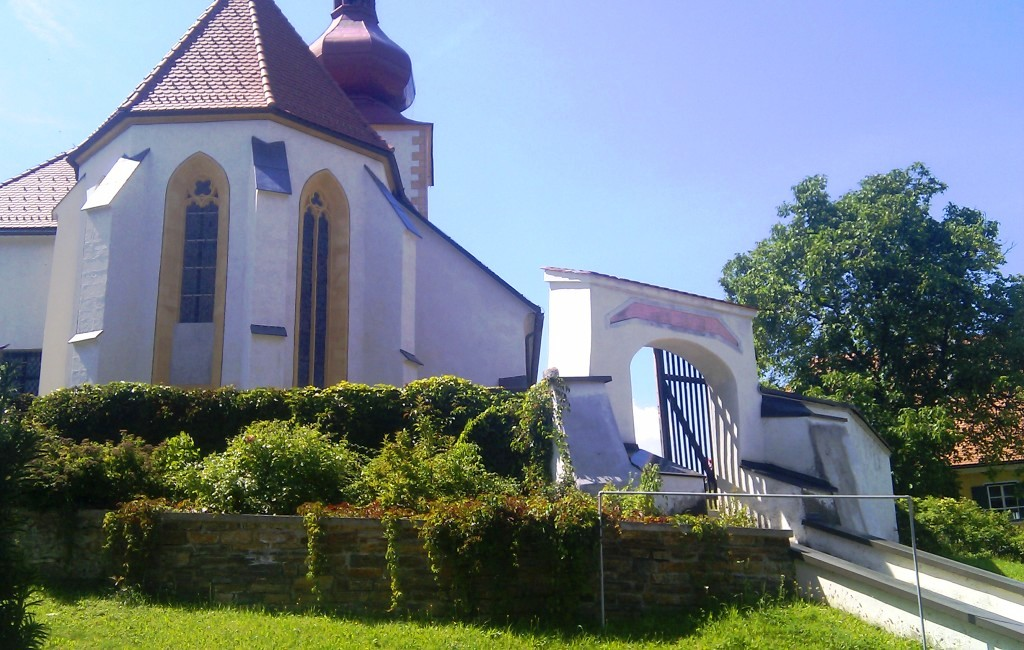
Treppenanlage
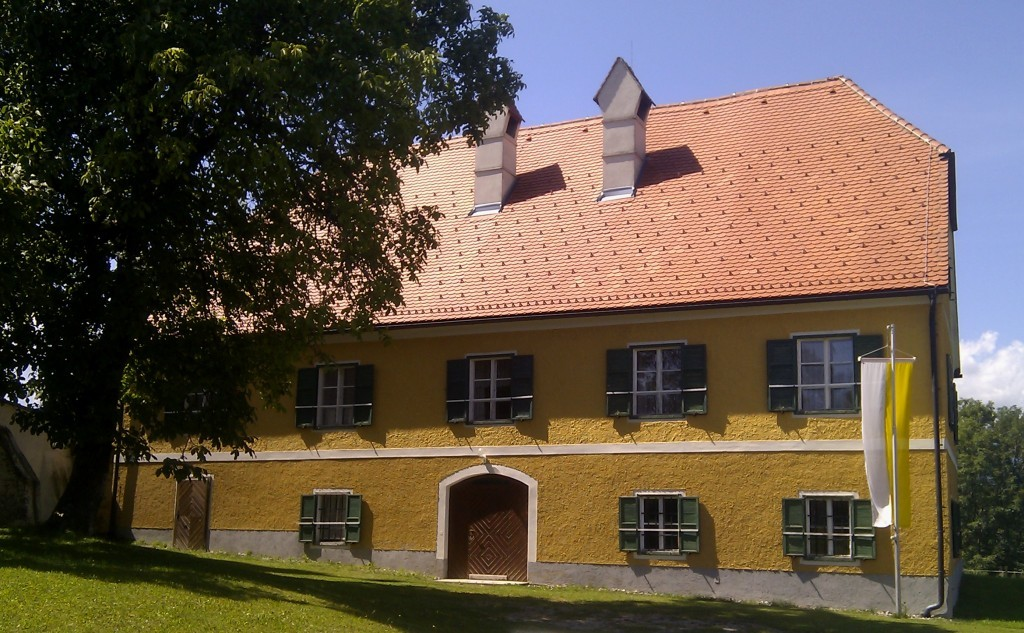
Pfarrhof